# Miyamoto Musashi (film 1954)
Miyamoto Musashi (宮本武蔵?) è un film del 1954 diretto da Hiroshi Inagaki.
È il primo capitolo della Trilogia del Samurai di Inagaki, tratta dal romanzo Musashi di Eiji Yoshikawa sulla vita e le gesta di Musashi Miyamoto, celebre samurai autore de Il libro dei cinque anelli.
In Italia è stato distribuito in DVD nel 2013 dalla Pulp Video assieme agli altri film della serie. Per l'occasione è stato usato il titolo inglese e non è stato eseguito alcun doppiaggio.

## Trama
In seguito alla Battaglia di Sekigahara, Takezo e il suo amico e compagno d'armi Matahachi si ritrovano feriti e in fuga, essendosi arruolati nella fazione perdente. I due trovano rifugio presso la vedova Oko e sua figlia Akemi, le quali vivono depredando soldati caduti in battaglia. Ben presto si fanno vivi dei banditi per chiedere la consegna del bottino alle donne, ma interviene Takezo che li mette in fuga. Entrambe le donne, impressionate dal coraggio dell'uomo, tentano di sedurlo ma vengono rifiutate. Per vendicare il proprio onore, la vedova dice a Matahachi che in sua assenza Takezo ha tentato di violentarla. Matahachi si lascia convincere da questa versione e decide di scortare le due donne a Kyoto, pur essendo promesso a Otsu, una giovane del suo villaggio che attende il suo ritorno.
Takezo pensa di essere stato abbandonato dall'amico e decide di tornare a casa, non senza problemi nel tragitto. Una volta arrivato, scambiato per un bandito, forza un posto di blocco scatenando così una imponente caccia all'uomo nella quale è coinvolto l'intero villaggio Miyamoto su ordine del Daimyō locale. Takezo però sembra imprendibile, e riesce ad avvicinare Otsu e la madre di Matahachi, per rassicurare quest'ultima che il figlio è ancora vivo. Al tempo stesso non rivela alla sofferente Otsu il motivo del mancato ritorno dell'amico. La vecchia intanto organizza un'imboscata per catturare Takezo, che però fallisce dopo un duro scontro con i soldati, e l'uomo è ancora una volta fuggiasco. 
Otsu riceve una lettera dalla vedova Oko, che le rivela come Matahachi sia ora suo marito, e le consiglia di dimenticarlo. La ragazza decide allora di accompagnare il monaco buddhista Takuan Sōhō nella ricerca di Takezo. I due riescono finalmente a contattare il fuggiasco, che si arrende al monaco senza opporsi. Portato al villaggio, viene issato con una corda ad un albero. Takuan tramite la propria influenza ottiene di poter usare i propri metodi per punirlo e riabilitarlo.
Mossa a pietà dalla brutalità della pena, Otsu decide di liberare Takezo e fuggire con lui in reazione al tradimento di Matahachi, supplicandolo di portarla con lui. I due scappano dal villaggio ma ben presto vengono raggiunti. Otsu viene catturata, mentre Takezo riesce ancora una volta a salvarsi e fuggire. In un disperato tentativo di ricambiare il favore e liberare la giovane, Takezo si reca al Castello di Himeji, ma viene ingannato da Takuan e rinchiuso in una stanza/prigione. 
Durante tre anni di prigionia, Takezo viene educato alle letture fornitegli dal monaco e segue un percorso di crescita morale, mentre Otsu lo attende lavorando in una locanda nei pressi del castello.
Takezo viene infine ordinato samurai col nome di Musashi Miyamoto, e dovrà ora mettersi in viaggio per completare la propria formazione. Il monaco Takuan gli proibisce di avvicinarsi a Otsu anche solo per dirle addio, poiché deve tagliare i ponti con il suo passato. Takezo però è combattuto e si reca dalla giovane, anche per dirle che la ama. La giovane è disperata, vorrebbe seguirlo, e in un primo momento l'uomo sembra accettare, ma poi, mentre Otsu si reca a prendere le proprie cose, si allontana lasciando due messaggi incisi sul legno di un ponte: "Tornerò da te" e "Perdonami".

## Riconoscimenti
- 1956 - Premio Oscar
  - Oscar al miglior film straniero